# Ángela Valles
Ángela Valles (20 de diciembre de 1972) es una deportista colombiana que compitió en judo. Ganó dos medallas de bronce en el Campeonato Panamericano de Judo, en los años 1994 y 1997.

## Palmarés internacional
| Campeonato Panamericano | Campeonato Panamericano   | Campeonato Panamericano | Campeonato Panamericano |
| Año                     | Lugar                     | Medalla                 | Categoría               |
| ----------------------- | ------------------------- | ----------------------- | ----------------------- |
| 1994                    | Santiago de Chile (Chile) | Medalla de bronce       | –56 kg                  |
| 1997                    | Guadalajara (México)      | Medalla de bronce       | –56 kg                  |